# Корнеев, Георгий Ильич
Гео́ргий Ильи́ч Корне́ев (1907—1944) — Гвардии капитан Рабоче-крестьянской Красной Армии, участник Великой Отечественной войны, Герой Советского Союза (1945).

## Биография
Георгий Корнеев родился 16 (29) марта 1907 года в деревне Елшино. Рано остался сиротой, жил у старшей сестры в городе Сочи Краснодарского края. Работал сначала в геологической партии, затем на буровой вышке, на строительстве лечебницы в Мацесте. В 1929 году Корнеев окончил вечернюю школу. Осенью того же года он был призван на службу в Рабоче-крестьянскую Красную Армию. В 1931 году он окончил школу младших командиров, в 1932 году — курсы при Киевском военно-инженерном училище связи. Участвовал в боях советско-финской войны.
С июля 1941 года — на фронтах Великой Отечественной войны. Был тяжело ранен. Весной 1942 года Корнеев получил отпуск и приехал в Краснодар к семье. Когда город был оккупирован немецкими войсками, он создал партизанский отряд и провёл ряд диверсий против немецких войск. В январе 1943 года Корнеев соединился с советскими войсками. Участвовал в освобождении Украинской и Молдавской ССР, Румынии, Болгарии и Венгрии.
К декабрю 1944 года гвардии капитан Георгий Корнеев командовал батальоном 176-го гвардейского стрелкового полка 59-й гвардейской стрелковой дивизии 46-й армии 2-го Украинского фронта. Отличился во время освобождения Венгрии. 4 декабря 1944 года Корнеев в составе разведгруппы переправился через Дунай в районе города Эрчи и принял участие в захвате острова на середине реки, уничтожив и частично взяв в плен охранение. Позднее батальон Корнеева переправился на занятый противником берег Дуная и захватил плацдарм. Корнеев первым высадился на берег и увлёк за собой бойцов в атаку, захватив плацдарм. В том бою он получил тяжёлое ранение осколком снаряда, от которого скончался на следующий день. Был похоронен на месте боя. Лишь в 1987 году место его захоронения было обнаружено при перезахоронении останков советских воинов.

## Награды
Указом Президиума Верховного Совета СССР от 24 марта 1945 года за «образцовое выполнение заданий командования и проявленные мужество и героизм в боях с немецкими захватчиками» гвардии капитан Георгий Корнеев посмертно был удостоен высокого звания Героя Советского Союза. Был также награждён орденами Ленина, Александра Невского, двумя орденами Отечественной войны 1-й степени, орденом Красной Звезды, рядом медалей.

## Память
В честь Корнеева названа школа № 11 в Сочи.